# Schill & Capadose
Schill & Capadose was een bankiershuis in Den Haag, opgericht door A. Capadose en R.W.J. Schill in 1886. Schill & Capadose was in 1903 een van de mede-oprichters van de Vereeniging voor de Geld- en Effectenhandel te ’s-Gravenhage. In 1952 werden de activiteiten overgenomen door de bank Pierson, Heldring & Pierson..